# Spinotarsus krausi
Spinotarsus krausi är en mångfotingart som beskrevs av Christoph D. Schubart 1966. Spinotarsus krausi ingår i släktet Spinotarsus och familjen Odontopygidae. Inga underarter finns listade i Catalogue of Life.